# Vendrennes
Vendrennes is een gemeente in het Franse departement Vendée (regio Pays de la Loire) en telt 1071 inwoners (1999). De plaats maakt deel uit van het arrondissement La Roche-sur-Yon.

## Geografie
De oppervlakte van Vendrennes bedraagt 17,1 km², de bevolkingsdichtheid is 62,6 inwoners per km².
De onderstaande kaart toont de ligging van Vendrennes met de belangrijkste infrastructuur en aangrenzende gemeenten.

## Demografie
Onderstaande figuur toont het verloop van het inwonertal (bron: INSEE-tellingen).

1. ↑  Populations de référence 2022.